# Agathisanthemum assimile
Agathisanthemum assimile är en måreväxtart som beskrevs av Cornelis Eliza Bertus Bremekamp. Agathisanthemum assimile ingår i släktet Agathisanthemum och familjen måreväxter. Inga underarter finns listade i Catalogue of Life.